# Danielle Herrington
Danielle Herrington (26 de mayo de 1993) es una modelo estadounidense conocida por sus apariciones en Sports Illustrated Swimsuit Issue, incluyendo en la portada de la edición especial de 2018.

## Origen
Herrington creció en Compton, California, pero llegó al estrellato tras mudarse al vecindario de Brooklyn, Bushwick. Mientras crecía, asistió a un colegio privado. Herrington viene de una familia obrera. Describe su infancia como normal. Estudió psicología.

## Carrera
Comenzó a verse como una modelo profesional a la edad de 8 años. Asistió a la escuela de modelaje John Casablancas a los 10 años animada por su madre. Empezó a modelar a los 13 años y figuró en GQ en noviembre de 2016 y antes de llegar a los 10.000 seguidores en Instagram ya había hecho trabajos para Victoria's Secret. Apareció en Swimsuit issue en 2017. Su primer desfile fue para Philipp Plein en el evento de septiembre de 2017 junto a Irina Shayk y Adriana Lima. Se volvió la tercera modelo negra en aparecer en la portada de Swimsuit Issue—después de Tyra Banks (1997) y Beyonce (2007). Herrington fue fotografiada para Swimsuit Issue 2018 en las Bahamas. Dos días antes había desfilado para Plein.